# Perales del Alfambra
Perals (aragonès) Perales del Alfambra (castellà) és un municipi d'Aragó, situat a la província de Terol i enquadrat a la comarca de la Comunitat de Terol. Deu el seu nom al fet que està molt proper al riu Alfambra.